# Glanzend korrelknikmos
Glanzend korrelknikmos  (Bryum gemmilucens) is een soort uit het geslacht knikmos (Bryum).

## Determinatie
De scheuten zijn minder dan 1 cm hoog (veelal slechts enkele mm). De broedkorrels zijn niet altijd van bovenaf zichtbaar zijn, omdat de bladeren rechtopstaand, zeer concaaf en overlappend zijn en julace stengeltoppen vormen die puntig of stomp kunnen zijn. Naarmate de plant zich in de winter ontwikkelt en de scheut groter wordt, zijn de broedkorrels van bovenaf beter te zien.

## Ecologie
Glanzend korrelknikmos wordt vooral aangetroffen in verstoorde habitats zoals bermen, bospaden en soms akkers.

## Verspreiding
In Nederland is glanzend korrelknikmos zeer zeldzaam.